# Valentin Rosier
Valentin André Henri Rosier (Montauban, Tarn-et-Garonne, 19 de agosto de 1996) es un futbolista francés que juega como defensa en el Club Atlético Osasuna de la Primera División de España.

## Trayectoria
Nacido en Montauban, Tarn-et-Garonne, de ascendencia guadalupeña, malgache e italiana, Rosier es un jugador formado en las categorías inferiores del FC Albiassain, Montauban FCTG, Toulouse FC, FC Terrasses du Tarn y Rodez Aveyron Football. 
En la temporada 2015-16, comenzó su carrera profesional en el Rodez Aveyron Football del Championnat National 2, firmando un contrato por tres temporadas por el Dijon Football Côte d'Or de la Ligue 1 un año después.
Rosier hizo su debut profesional el 31 de enero de 2017, en los dieciseisavos de final de la Copa de Francia, jugando la totalidad de la derrota por 2-1 en Burdeos. Al recibir al mismo rival el 30 de abril, jugó su primer partido en la máxima categoría en un empate sin goles.
El 27 de junio de 2019, Rosier firmó un contrato de tres años con el Sporting Club de Portugal de la Primeira Liga de Portugal, por una traspaso de 7,5 millones de euros y el intercambio de Mama Baldé al Dijon Football Côte d'Or. Debutó el 15 de septiembre en un empate 1-1 ante el Boavista FC. Su primera temporada se vio interrumpida por lesiones en el pie.
El 2 de octubre de 2020, Rosier fichó cedido por el Beşiktaş Jimnastik Kulübü para la temporada 2020-21, con el que logró la Superliga de Turquía, Copa de Turquía ySupercopa de Turquía.
En la temporada 2022-23, firmó en propiedad por el conjunto turco, pero el 11 de diciembre de 2023, se anunció oficialmente que Rosier había sido excluido del equipo junto con Vincent Aboubakar, Eric Bailly, Rachid Ghezzal y Jean Onana debido a su bajo rendimiento dentro del equipo.
El 16 de enero de 2024, Beşiktaş Jimnastik Kulübü envió a Rosier en calidad de cedido al Olympique Gymnaste Club de Niza de la Ligue 1 hasta el final de la temporada.
El 4 de julio de 2024, Rosier se unió al recién ascendido CD Leganés de la Primera División de España, con un contrato de cuatro años.
El 28 de mayo de 2025, fichó por el Club Atlético Osasuna en calidad de jugador libre, siendo el primer fichaje del club para la temporada 25-26 de LaLiga, firmando por tres temporadas.

### Internacional
Rosier jugó siete partidos internacionales con Selección de fútbol sub-21 de Francia. En su debut el 23 de marzo de 2018, el equipo ganó 3-0 a domicilio ante Kazajstán en un clasificatorio europeo.

## Clubes
| Club                   | País     | Año       | Liga | Partidos | Goles |
| ---------------------- | -------- | --------- | ---- | -------- | ----- |
| Rodez A. F.            | Francia  | 2015-2016 | 4ª   | 25       | 0     |
| Dijon B                | Francia  | 2016–2017 | 5ª   | 19       | 0     |
| Dijon F. C. O          | Francia  | 2016–2019 | 1ª   | 60       | 0     |
| Sporting C. P.         | Portugal | 2019–2020 | 1ª   | 16       | 0     |
| Beşiktaş J. K.         | Turquía  | 2020–2024 | 1ª   | 126      | 6     |
| O. G. C. Niza (Cedido) | Francia  | 2024      | 1ª   | 3        | 0     |
| C. D. Leganés          | España   | 2024-2025 | 1.ª  | 36       | 1     |
| C. A. Osasuna          | España   | 2025-     | 1.ª  | 1        | 0     |

## Palmarés

### Títulos nacionales
| Título               | Club           | País    | Año  |
| -------------------- | -------------- | ------- | ---- |
| Superliga de Turquía | Beşiktaş J. K. | Turquía | 2021 |
| Copa de Turquía      | Beşiktaş J. K. | Turquía | 2021 |
| Supercopa de Turquía | Beşiktaş J. K. | Turquía | 2021 |